# Айтмембетово
Айтмембетово, Айтмембет (баш. Айытмәмбәт, Айтмәмбәт) — деревня в Узунларовском сельсовете Архангельского района Республики Башкортостан России. Живут башкиры.
Находится на правом берегу реки Инзер.

## География

### Географическое положение
Расположена на р. Бия, вблизи ее впадения в р. Инзер.
Расстояние до:
- районного центра (Архангельское): 31 км,
- ближайшей железнодорожной станции (Равтау): 7 км.
- Остановка на электричке называется "50км"

## История
Название происходит от личного имени Айтмәмбәт
Известна с 1795.
Основана башкирами Кумрук-Табынской волости Ногайской дороги на собственных землях.
Занимались скотоводством, земледелием, пчеловодством, заготовкой леса на продажу и прочими лесными промыслами, извозом (возили медную руду на медеплавильный Архангельский завод).
В 2008 году, после упразднения Азовского сельсовета включен в состав Узунларовского сельсовета (Закон Республики Башкортостан от 19.11.2008 N 49-з «Об изменениях в административно-территориальном устройстве Республики Башкортостан в связи с объединением отдельных сельсоветов и передачей населённых пунктов»).

## Население
| 2002 | 2009 | 2010 |
| ---- | ---- | ---- |
| 411  | ↗419 | ↘310 |

Историческая численность населения: в 1795 в 9 дворах проживало 65 человек; в 1865 в 27 дворах проживало 170 чел.; в 1906—311; 1920—315; 1939—165; 1959—358; 1989—273; 2002—411; 2010—310.
Национальный состав
Согласно переписи 2002 года, преобладающая национальность — башкиры (93 %)

## Инфраструктура
Есть средняя школа, детсад, фельдшерско-акушерский пункт, ДК.

## Религия
В деревне есть мечеть.